# Heart-Shaped Box
«Heart-Shaped Box» — пісня американського гурту Nirvana. Вона була видана першим синглом з третього альбому гурту In Utero.

## Написання та запис
Курт Кобейн написав «Heart-Shaped Box» у ранньом1992 року. Кобейн забув про пісню на деякий час, але знову почав працювати над нею коли він і його дружина Кортні Лав переїхали в будинок на Голлівудських пагорбах. В інтерв'ю 1994 року журналу Rolling Stone, Лав сказала, що вона чула як він працює над риффом пісні в комірчині. Коли вона запитала його, чи може вона використати рифф для однієї з її пісень, він відповів: «Відвали!», І закрив двері комірчини. Лав: «Він намагався бути таким нікчемним. Я чула цей рифф на нижньому поверсі». Пара ділила щоденник, в якому вони писали свої тексти. Біограф Кобейна Чарльз Кросс зазначив, що тексти Лав сильно надихнули Кобейна на пісню. Назва пісні з'явилося від шкатулки у формі серця, яку Лав подарувала Кобейну. Однак спочатку Кобейн назвав пісню «Heart-Shaped Coffin» (рос. Труну у формі серця).
Nirvana відчувала труднощі з піснею. Під час джем-сесії, Кобейн намагався залучити решту учасників групи завершити пісню. Він сказав: «Під час тих репетицій, я сподівався на те, що Кріст і Дейв придумають якісь ідеї для пісні, але весь час, виходив лише шум». Одного разу Кобейн зробив останню спробу закінчити пісню. Він придумав вокальну мелодію, і група, нарешті, закінчила написання пісні. Кобейн сказав, що коли вони закінчили «Heart-Shaped Box», «Ми зрозуміли, що це непогана пісня».
У січні 1993 року, під час сесій з Крейгом Монтгомері в Ріо-де-Жанейро, Бразилія, гурт записав демо-версію «Heart-Shaped Box». Версія з In Utero була записана в лютому того ж року Стівом Альбіні в Каннон-Фолс, штат Міннесота. До виходу альбому, трек був заново змікшований Скоттом Літтом. Кобейн стверджував, що вокал та бас-гітара звучали не достатньо голосно. Бас-гітарист гурту Кріст Новоселич також був незадоволений оригінальним міксом «Heart-Shaped Box». В інтерв'ю 1993 року журналу Chicago Sun-Times, він сказав, що первісний ефект на гітарному соло звучав «як викидень, вдаряється об підлогу». Коли пісня заново мікшувалась Літтом, Кобейн додав акустичну гітару та бек-вокал.

## Позиції в чартах
| Чарт (1993)                           | Найвища позиція |
| ------------------------------------- | --------------- |
| Australian Singles Chart              | 21              |
| Belgian Singles Chart (Фландрія)      | 31              |
| Dutch Top 40                          | 32              |
| Dutch Top 100 Singles Chart           | 36              |
| Finnish Singles Chart                 | 14              |
| French Singles Chart                  | 37              |
| Irish Singles Chart                   | 6               |
| New Zealand Singles Chart             | 9               |
| Swedish Singles Chart                 | 16              |
| UK Singles Chart                      | 5               |
| U.S. Billboard Mainstream Rock Tracks | 4               |
| U.S. Billboard Modern Rock Tracks     | 1               |